# Panda3D
Panda3D ist eine freie Spiel-Engine, die ursprünglich von Disney VR erstellt wurde und aktuell von Disney, der Carnegie Mellon University (CMU) und einigen freiwilligen Programmierern weiterentwickelt wird. Die Panda3D-Engine ist für GNU/Linux, Windows und macOS verfügbar. Sie wird wahlweise über C++ oder Python programmiert und ermöglicht so auch Einsteigern das Erstellen von individuellen 3D-Programmen.

## Merkmale
Panda3D beherrscht Tastatur- / Mausanbindung und eine 3D-Darstellung mittels OpenGL oder DirectX in den Versionen 8 und 9. Auch enthalten ist ein einfach zu benutzender Shader-Generator für viele Spezialeffekte, wie zum Beispiel Normal Mapping, HDR oder Bewegungsunschärfe. Wahlweise können auch eigene Shader eingebunden werden. Ein Raumklang kann in den Formaten OpenAL, FMOD und Miles Sound System erzeugt werden.
Die Engine enthält ausführliche Analyse- und Optimierungswerkzeuge, auch lassen sich Kollisionstests durchführen. Panda 3D besitzt ein eigenes Physiksystem, eine komplette Integration der Open Dynamics Engine sowie die inoffizielle Unterstützung für Nvidia PhysX. Die Software hat einen so genannten endlichen Automaten (auch bekannt als Finite State Machine). Dieser ist üblich zur Programmierung von Künstlicher Intelligenz. Mit Hilfe eines virtuellen Dateisystems können Dateien eingebunden werden. Das System unterstützt dafür Komprimierung und Verschlüsselung. Panda3D enthält auch einen Exporter und Konvertierungswerkzeuge für viele 3D-Modellingtools und viele Formate. Die Software beherrscht das Lesen und Darstellen von TrueType-Fonts und die grafische Benutzerschnittstelle (DirectGUI). Auch ist die Einbindung in wxWidgets-Anwendungen möglich.
Panda3D wird als freie Software unter den Bedingungen der modifizierten (überarbeiteten) BSD-Lizenz verbreitet.
Panda3D verwendet das 3D-Format „Egg“, welches durch die Exporter aus 3ds Max, Maya, Blender etc. direkt erstellt werden oder auch nachträglich aus verschiedenen Formaten konvertiert werden kann. Das Bam-Format, welches für die Lieferung an Endkunden empfohlen wird, entspricht dem Egg-Format größtenteils, ist jedoch versionsspezifisch und enthält im Gegensatz zum Egg-Format binäre Daten.

## Geschichte
Panda3D wurde ursprünglich von Disney VR entwickelt, welche im Auftrag von Disney 3D-Ausstellungsobjekte für ihre Themenparks erstellen sollte. Um dies zu ermöglichen, wurde die Panda3D-Engine entwickelt. Inzwischen wurde sie jedoch stark weiterentwickelt und hat mit dem ursprünglichen Programm kaum noch Ähnlichkeit. Aktuell wird Panda3D in weiteren VR-Themenparkbahnen verwendet und in den beiden Onlinespielen „Toontown“ und „Pirates of the Caribbean“ eingesetzt. Es gibt auch andere kommerzielle und offene Produkte, die mithilfe von Panda3D erstellt werden/wurden und dank der liberalen Lizenz ohne größere Beschränkungen vertrieben werden können.

## Gemeinschaft
Panda3D hat mittlerweile viele Anhänger gefunden; in den Foren sind aktuell mehr als 4000 Benutzer registriert (Stand: August 2010). Dadurch, dass Panda3D frei ist, bietet sie sich auch für Hobbyprogrammierer an und in den Foren sind bereits einige Open-Source-Projekte zu sehen.

## Zukunft
Panda3D befindet sich in einem stetigen Weiterentwicklungsprozess. Es sind einige Entwickler von Disney sowie von der CMU damit beschäftigt, weitere Merkmale hinzuzufügen; auch Freiwillige halten immer größeren Einzug in die Entwicklung.